# Рамон Беренгaр
Рамон Беренгар де Арагон (1308 - око 1366) - Инфанте од Арагона, гроф од Прада и 1. барон од Ентесе (1324-1341), гроф од Ампурјаса (1341-1364).

## Биографија
Најмлађи (пети) син краља Ђаумеа II од Арагона и Бланке од Анжуја. Отац му је 1324. године, дао округ Прадес и баронство Ентенса.
Инфант Рамон Беренгар је провео доста времена у Аликантеу, који је његов отац освојио за арагонску круну. Дана 4. маја 1334. године, у катедрали Барселоне, његов отац краљ Ђауме II дао је донацију уз одредбу да врати круну свом сину, инфанту Рамону Беренгару, граду Елчеу, са луком на рту Аљуб (који се назива и Аљуге). , Алгибе или Алгибес), који је касније добио име Пуебло Нуево и на крају Санта Пола. 18. фебруара 1337. године, инфант Рамон Беренгар даје вијећу Елчеа дозволу да изгради „кулу“ на острву Санта Пола (или Исла Плана), које је припадало његовој територији, за чување његове луке и морнара. Поседовао је градове Елче, Санта Пола, Кревиљенте, Аспе и Монфорте дел Сид, регион данас познат као Виналопо Мија. Године 1341. заменио је грофовију Прадес и баронију Ентенса са својим братом Педром де Арагон и Анжу за округ Ампурјас. Тих година у Аликантеу, 1346. године, удаје једну од својих ћерки, Хуану, за господара Вилене, Фернанда Мануела де Вилену, сина Дон Хуана Мануела.
Након смрти свог старијег брата краља Алфонса IV (1336. године), у почетку је имао неких неспоразума са новим краљем Арагона, његовим синовцем, краљем Перeoм IV Свечаним, али су они изглађени интервенцијом његовог брата Педра од Арагона. Инфант Рамон Беренгар је постао близак сарадник краља Перeа IV.
Касније је пружио велику помоћ свом синовцу, краљу Переу IV од Арагона, који се посветио гушењу устанака у Краљевини Валенсији (1347-1348).
Године 1349. Рамон Беренгар је учествовао у инвазији на грофовију Русијон, у рату против краља Мајорке Ђаумеа III. Године 1356. послат је за амбасадора папи Иноћентију VI. Године 1363. учествовао је у одбрани територија Валенсије од кастиљских трупа краља Педра I Окрутног.

## Сахрана
Сахрањен је у самостану проповедника Санта Каталина у Барселони, заједно са својом другом супругом Маријом Алварез де Јерика. Манастир је срушен 1835. године, а од инфантовог гроба ништа није остало.

## Бракови и потомство
Године 1326. желео је да се ожени Беатрис де Јериком, ћерком Ђаумеа II де Јерика и његове жене Беатрис де Лаурије, али се на крају оженио његовом рођаком Бланком де Тарент (1309–1337), ћерком кнеза Фелипеа I де Тарент, брата Бланке де Тарент, мајке инфанта Рамона Беренгара, и његове жене кнегиње Тамаре Анђел Комнин. Из овог брака су рођени:
- Хуана де Ампурјас (1330–1395), позната и као Хуана Деспина, удала се 1346. године, за господара Вилене, Фернанда Мануела де Вилена, сина Дон Хуана Мануела;
- Бланка де Ампурјас (1334-?), удата за Хуга II де Кардон;
- Хуан I Ампурјас (1338–1398), 2. гроф Ампурјас.

Након Бланкине смрти, желео је да се ожени Леонором од Сицилије (1325-1375), која је касније постала трећа жена краља Переа IV Свечаног од Арагона, али папа није одобрио овај брак. Године 1338. оженио се Маријом де Јерика, такође званом Марија Алварез, ћерком барона Ђаумеа II де Јерика и Беатриз де Лаурије у катедрали у Валенсији. Изопштен је као Маријин рођак у трећем степену, иако је касније добио папску диспензацију. Из овог брака није било деце.
Године 1364. дао је округ свом сину Хуану, дете рођено из његовог првог брака. Од тада се ништа више поуздано не зна о инфанту Рамону Беренгару, иако је изгледа отишао у манастир као монах.